# Салінас (Каліфорнія)
Салінас (англ. Salinas) — місто (англ. city) в США, адміністративний центр округу Монтерей штату Каліфорнія. Населення — 163 542 особи (2020).
Салінас — сільсько-господарський центр. Його клімат сприятливий для вирощування квітів та винограду. У місті народився лауреат Нобелівської премії з літератури Джон Стейнбек. Тут відбуваються події кількох його романів.

## Географія
Салінас розташований за координатами 36°41′25″ пн. ш. 121°38′1″ зх. д. / 36.69028° пн. ш. 121.63361° зх. д. (36.690182, -121.633714). За даними Бюро перепису населення США в 2010 році місто мало площу 60,13 км², з яких 60,03 км² — суходіл та 0,10 км² — водойми.

### Клімат
| Клімат : Салінас                                                               | Клімат : Салінас | Клімат : Салінас | Клімат : Салінас | Клімат : Салінас | Клімат : Салінас | Клімат : Салінас | Клімат : Салінас | Клімат : Салінас | Клімат : Салінас | Клімат : Салінас | Клімат : Салінас | Клімат : Салінас | Клімат : Салінас |
| Показник                                                                       | Січ.             | Лют.             | Бер.             | Квіт.            | Трав.            | Черв.            | Лип.             | Серп.            | Вер.             | Жовт.            | Лист.            | Груд.            | Рік              |
| Абсолютний максимум, °C                                                        | 29,4             | 30,0             | 31,7             | 37,8             | 37,2             | 39,4             | 37,8             | 38,9             | 41,1             | 40,6             | 34,4             | 27,8             | 41,1             |
| Середній максимум, °C                                                          | 16,2             | 16,9             | 17,7             | 19,1             | 19,9             | 21,2             | 21,9             | 22,4             | 23,5             | 22,8             | 17,8             | 16,3             | 19,7             |
| Середній мінімум, °C                                                           | 5,1              | 6,1              | 6,9              | 7,8              | 9,8              | 11,4             | 12,6             | 12,9             | 12,3             | 10,1             | 5,9              | 4,3              | 8,8              |
| Абсолютний мінімум, °C                                                         | −7,8             | −3,9             | −2,8             | −1,7             | 1,1              | 3,9              | 5,6              | 5,6              | 2,2              | −2,2             | −3,9             | −5               | −7,8             |
| Норма опадів, мм                                                               | 67               | 61               | 55               | 28               | 8                | 2                | 1                | 1                | 3                | 15               | 35               | 60               | 337              |
| Днів з опадами                                                                 | 8,1              | 8,8              | 7,8              | 5,2              | 2,7              | 1,0              | 0,2              | 0,7              | 0,9              | 2,7              | 5,6              | 8,2              | 52,0             |
| ------------------------------------------------------------------------------ | ---------------- | ---------------- | ---------------- | ---------------- | ---------------- | ---------------- | ---------------- | ---------------- | ---------------- | ---------------- | ---------------- | ---------------- | ---------------- |
| Джерело: WRCC (temperature 1971–2000, precipitation and extremes 1906–present) |                  |                  |                  |                  |                  |                  |                  |                  |                  |                  |                  |                  |                  |

## Демографія
Згідно з переписом 2010 року, у місті мешкала 150 441 особа в 40 387 домогосподарствах у складі 31 515 родин. Густота населення становила 2502 особи/км². Було 42651 помешкання (709/км²).
Расовий склад населення:
| - 45,8 % — білих - 6,3 % — азіатів - 2,0 % — чорних або афроамериканців - 1,3 % — корінних американців - 0,3 % — вихідців з тихоокеанських островів - 39,2 % — осіб інших рас |

До двох чи більше рас належало 5,1 %. Частка іспаномовних становила 75,0 % від усіх жителів.
За віковим діапазоном населення розподілялося таким чином: 31,4 % — особи молодші 18 років, 61,1 % — особи у віці 18—64 років, 7,5 % — особи у віці 65 років та старші. Медіана віку мешканця становила 28,8 року. На 100 осіб жіночої статі у місті припадало 102,1 чоловіків; на 100 жінок у віці від 18 років та старших — 100,8 чоловіків також старших 18 років.
Середній дохід на одне домашнє господарство становив 63 685 доларів США (медіана — 49 840), а середній дохід на одну сім'ю — 65 097 доларів (медіана — 51 326). Медіана доходів становила 35 732 долари для чоловіків та 31 252 долари для жінок. За межею бідності перебувало 20,2 % осіб, у тому числі 30,0 % дітей у віці до 18 років та 11,3 % осіб у віці 65 років та старших.
Цивільне працевлаштоване населення становило 65 804 особи. Основні галузі зайнятості: сільське господарство, лісництво, риболовля — 24,1 %, освіта, охорона здоров'я та соціальна допомога — 17,3 %, роздрібна торгівля — 10,6 %, мистецтво, розваги та відпочинок — 9,5 %.

## Персоналії
- Джон Стейнбек (1902—1968) — відомий і популярний письменник в американській літературі 20 століття.
- Герберт Маллін (1947) — американський серійний вбивця.